# Минделу
Миндело (на кабовердиански: Mindel’) е най-голямото селище на остров Сао Висенте в африканската държава Кабо Верде и втори по големина в държавата. Градът е седалище на енорията Носа Сеньора да Луз, и на едноименната община на острова. В града живее 92,6% от населението на острова.
По времето на парните кораби, в Миндело има база за въглища на британците. Миндело е космополитен град. Тук е създадена компанията Randall coal — на пътя на морските пътища за Европа, Южна Африка, Индия, Австралия и Южна Америка. В началото на 1875 г., фирма на име Cory Brothers понижава цените на въглищата, и броя на корабите се увеличава до 669 на година през 1879. Когато са построени други пристанища — в Дакар и на Канарските острови, броя на корабите, преминаващи през Миндело намалява. През 1952 г., базите за въглища са премахнати, тъй като корабите преминават на дизелово гориво.
През 1885 г. Миндело е ключова станция за първия телеграфен трансатлантически кабел.

## Известни личности
Родени в Минделу
- Жоржи Карлус Фонсека (р. 1950), политик